# Yaya Gassama
Yaya Gassama (* 16. März 1967) ist ein gambischer Politiker. Seit 2017 ist er Mitglied der National Assembly von Gambia.

## Leben
| Parlamentswahl | Stimmen | Stimmanteil |
| -------------- | ------- | ----------- |
| 2017           | 1.740   | 75,72 %     |
| 2022           | 1.925   | 55,65 %     |

Yaya Gassama trat bei der Wahl zum Parlament 2017 als Kandidat der United Democratic Party (UDP) im Wahlkreis Kiang East in der Mansakonko Administrative Region an. Mit 75,72 % konnte er den Wahlkreis vor Ousman Ann (GDC) für sich gewinnen.
Bei den Parlamentswahlen 2022 erreichte Gassama als UDP-Kandidat erneut die meisten Stimmen in seinem Wahlkreis und wurde Mitglied der 6. Gambischen Nationalversammlung.